# هندسة مهاريشي فاستو

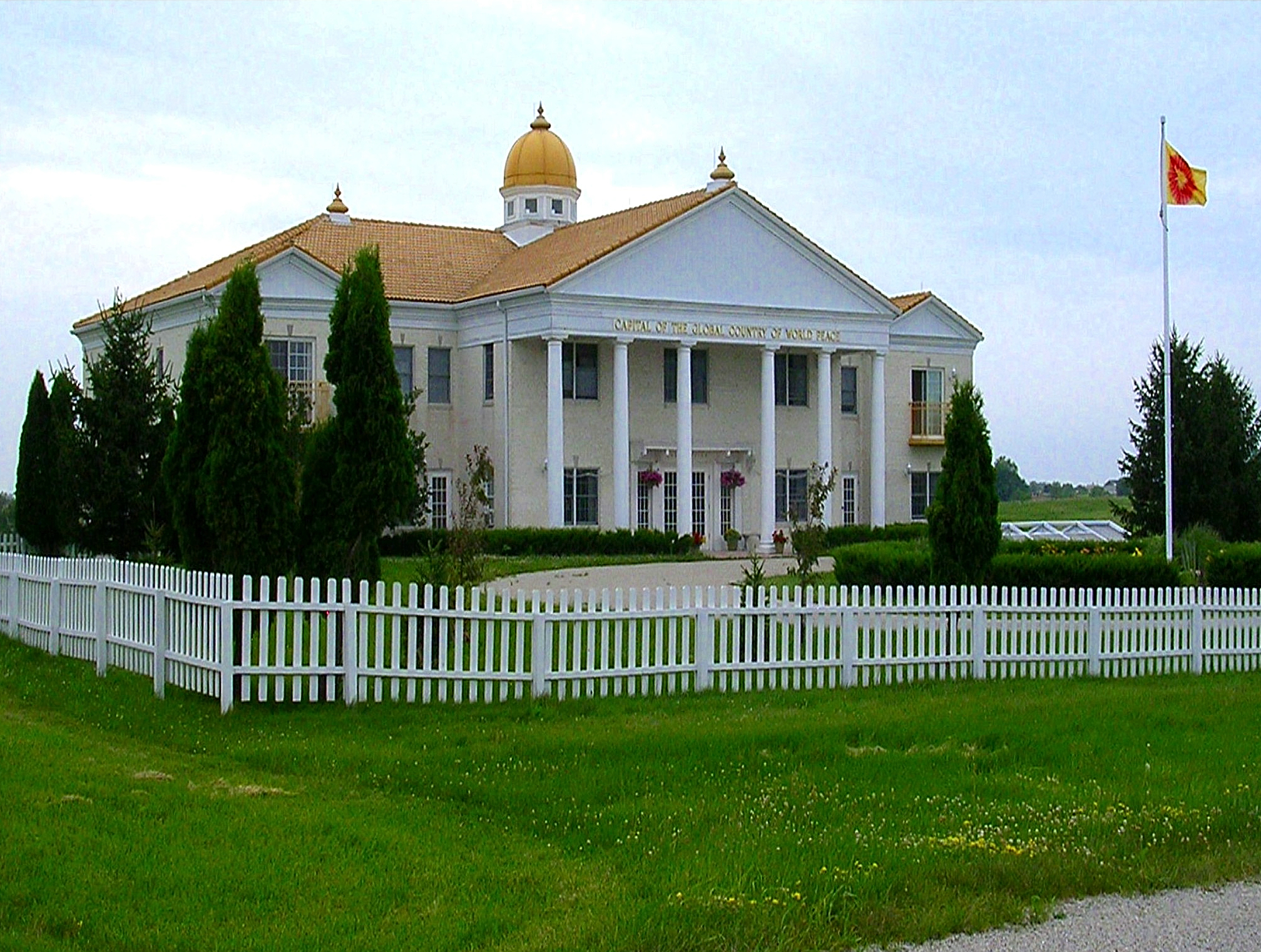
مبنى تجاري تم تشييده باستخدام مبادئ وميزات هندسة مهاريشي فاستو

هندسة مهاريشي فاستو هي مجموعة من المبادئ المعمارية والتخطيطية التي جمعها مهاريشي ماهش يوغي بناءً على «النصوص السنسكريتية القديمة». يُطلق على معمارية مهاريشي فاستو أيضًا اسم «مهاريشي ستهاباتيا فيدا»، ومباني ومنازل خلق الثروة، وعمارة مهاريشي الفيدية.
تمتلك هندسة مهاريشي فاستو قواعد صارمة تحكم اتجاه ونسب المبنى. أهم عامل هو المدخل، الذي يجب أن يكون إما شرقيًا أو شمالًا. يأخذ المهندس المعماري هندسة مهاريشي فاستو في الاعتبار أيضًا منحدر وشكل القطعة، والتعرض لأشعة الشمس المشرقة، وموقع المسطحات المائية القريبة والمباني أو الأنشطة الأخرى في البيئة المجاورة. تؤكد هندسة مهاريشي فاستو على استخدام مواد البناء الطبيعية أو «الخضراء».
يتم تسويق منازل هندسة مهاريشي فاستو في الولايات المتحدة بواسطة مهاريشي جلوبال كونستركشن ومن قبل منازل هندسة مهاريشي فاستو في المملكة المتحدة، وكلا ذراعي حركة التأمل عبر الحدود. وقد تم تطوير العديد من المجتمعات في جميع أنحاء العالم باستخدام مبادئ هندسة مهاريشي فاستو. وقد اتبعت خطط برج السلام، الذي كان سيكون أطول مبنى في العالم، مواصفات هندسة مهاريشي فاستو.

## المبادئ والآثار
وفقًا لمهاريشي جلوبال كونستركشن في فيرفيلد، أيوا، فإن بناء منزل وفقًا لمبادئ هندسة مهاريشي فاستو «يربط الذكاء الفردي لساكن المنزل بالذكاء الكوني للكون». يقول أنصار هندسة مهاريشي فاستو إن أساسها موجود في الفيدا، النصوص السنسكريتية التي يبلغ عمرها 5000 عام والتي تؤكد وجود صلة بين صحة الإنسان ومواد البناء، والتوجه إلى حركات الشمس والعلاقات المكانية. وفقًا لـيبمان، فإن العمارة الفيدية وفينج شوي لهما جذر مشترك، لكن هندسة مهاريشي فاستو أكثر علمية، بينما يحتوي فينج شوي على عناصر خرافية. يقول ليبمان أن هندسة مهاريشي فاستو مشتق من مبادئ القانون الطبيعي «المفقودة والمُساء فهمها»، «حيث يتم إنشاء الكون بأسره: المجرات والكواكب والبشر» جنبًا إلى جنب مع المباني والمدن.
يدعي كريج بيرسون، نائب الرئيس التنفيذي لجامعة مهاريشي للإدارة، أن قضاء الوقت في المباني التي تتبع هذه المبادئ يجعل المرء أكثر ذكاءً. يدعي المؤيدون أن منازل هندسة مهاريشي فاستو قد نجت من حرائق الغابات التي أحرقت المنازل المجاورة، وأن الشركات الموجودة في مباني المكاتب هندسة مهاريشي فاستو لديها أرباح أكبر وتغيب أقل. يزعم سكان منازل هندسة مهاريشي فاستو في مدينة مهاريشي الفيدية بولاية آيوا أنهم شعروا بالحيوية والهدوء والسعادة عندما انتقلوا إلى منازلهم الفيدية. تدعي إحدى الأمهات أن أولادها أكثر تنظيماً. قال مهاريشي ماهيش يوغي، «العيش في مكان شاسع مناسب يمكن أن يقضي على 60 إلى 80 بالمائة من المشاكل التي نواجهها في الحياة». يقول بيتر واربورتون، رجا من إنجلترا، أن ممارسة تقنيات مهاريشي للسلام الفيدية أكثر قوة مع مباني فاستو. يقول أستاذ الهندسة المعمارية بجامعة ييل كيلر إيسترلينج أن هندسة مهاريشي فاستو تغذيه الرغبة في إنشاء بؤر استيطانية لبث تأثير مهاريشي.
يعتبر مهاريشي ستهاباتيا فيدا عنصرًا من مقاربة مهاريشي الفيدية للصحة، والطريقة الرئيسية لـمقاربة مهاريشي الفيدية للصحة لتحسين البيئة المباشرة.

### الجلوس
المواقع الميمونة بها مياه إلى الشرق أو الشمال. إذا كانت المياه في مكان مشؤوم، فيمكن موازنتها بنوافير على الجانب الشمالي. يتم تجنب العناصر الموجودة في البيئة المجاورة التي تولد مجالات كهرومغناطيسية، مثل الأسلاك عالية التوتر وأبراج الميكروويف. يجب أن يكون المنحدر، إن وجد، باتجاه الشرق، ويجب ألا تكون هناك عوائق تحجب أشعة الشمس الأولى.

### اتجاه

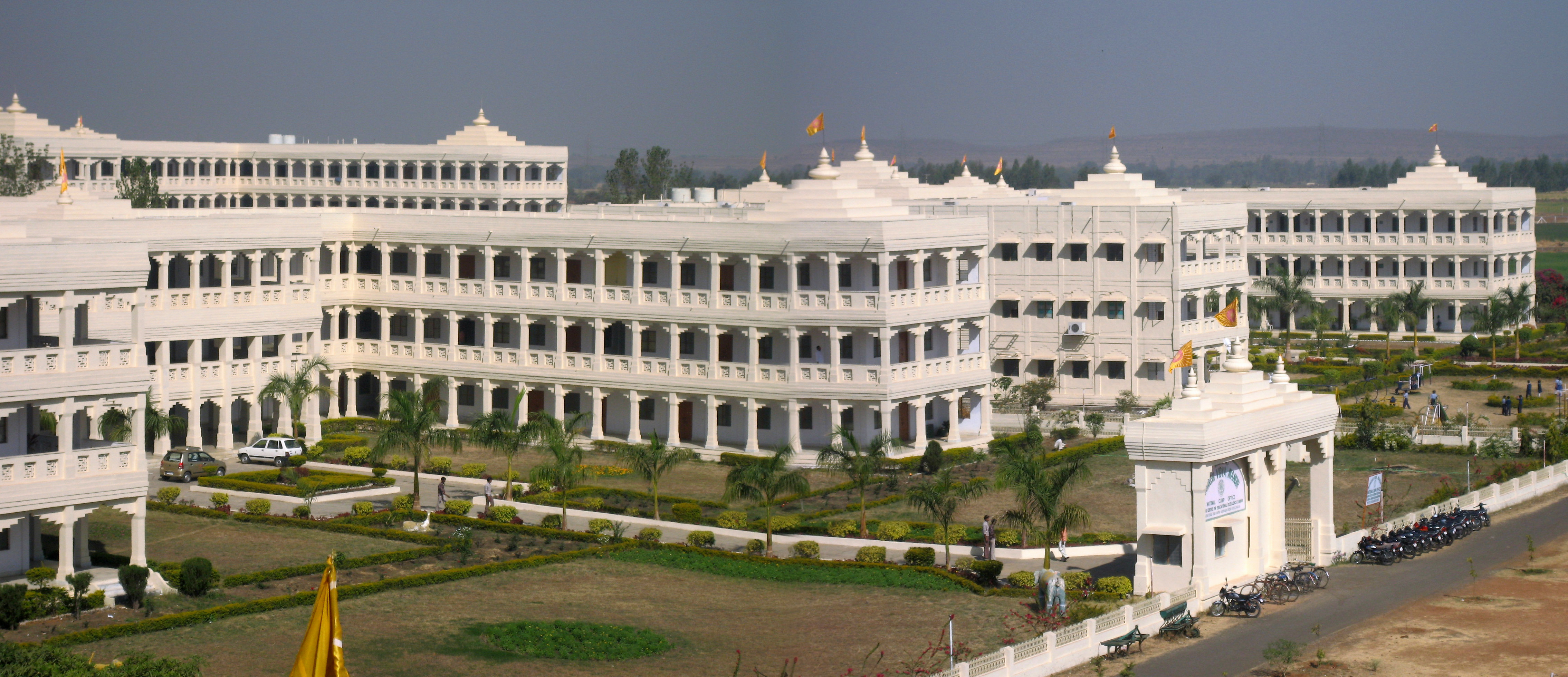
حرم مدرسة مهاريشي للتميز التربوي، في بوبال، الهند، باتجاه الشرق

تستند مبادئ التوجيه في مهاريشي ستهاباتيا فيدا على موقع الشمس، الذي تعتبره هندسة مهاريشي فاستو أقوى تأثير طبيعي على الأرض. يعتبر أتباع هندسة مهاريشي فاستو أن محاذاة المبنى مع شروق الشمس (المواجه للشرق) أمر ميمون لسكان المبنى وأن يكون "بصحة جيدة روحياً. وفقًا لمبادئ هندسة مهاريشي فاستو، فإن الاتجاهات الأساسية الثلاثة الأخرى لها أيضًا تأثيرات مقابلة. على سبيل المثال، المنازل ذات المداخل المطلة على الغرب تدعو "الفقر وقلة الإبداع والحيوية"، و "القلق والاكتئاب وسوء الحظ وحتى الميول الإجرامية". وبحسب موقع هندسة مهاريشي فاستو الرسمي، فإن اتجاه الشمال له تأثير الرخاء والسعادة واتجاه الجنوب له تأثير السلبية والمشاكل والمعاناة. يقال أيضًا أن التوجيه يزيد من إنتاجية العمل.

### تحديد مستوى
عندما يتم تصميم منزل لفرد معين باستخدام مبادئ هندسة مهاريشي فاستو، يتم التخطيط بعناية لوضع المبنى وغرفه وفقًا للاستخدام المقصود وتأثير الشمس أثناء تحركها طوال اليوم. تم تصميم الغرف بحيث «تأخذ ضوء الشمس أثناء مرورها فوقها». تُستخدم النوافذ والمناور أيضًا للسماح بدخول أكبر قدر ممكن من ضوء الشمس الطبيعي إلى المبنى. يدفع دعا «فاستو فيديا» الأماكن في المبنى الذي يستخدم لفكرة الدفع وتخزين العناصر مثل النار والتدفئة والسباكة. تركيبات الحمام مثل الأحواض والمرايا لها أيضًا مكان معين وفقًا لقواعد هندسة مهاريشي فاستو، للمراحيض اتجاه معين اعتمادًا على تصميم فاستو يجب أن تكون المطابخ وغرف الطعام على الجانب الشرقي والمكاتب على الجانب الغربي. غالبًا ما تُصمم المباني التجارية على أنها «مباني بار» خطية لتقديم أقصى عرض مواجه للشرق.

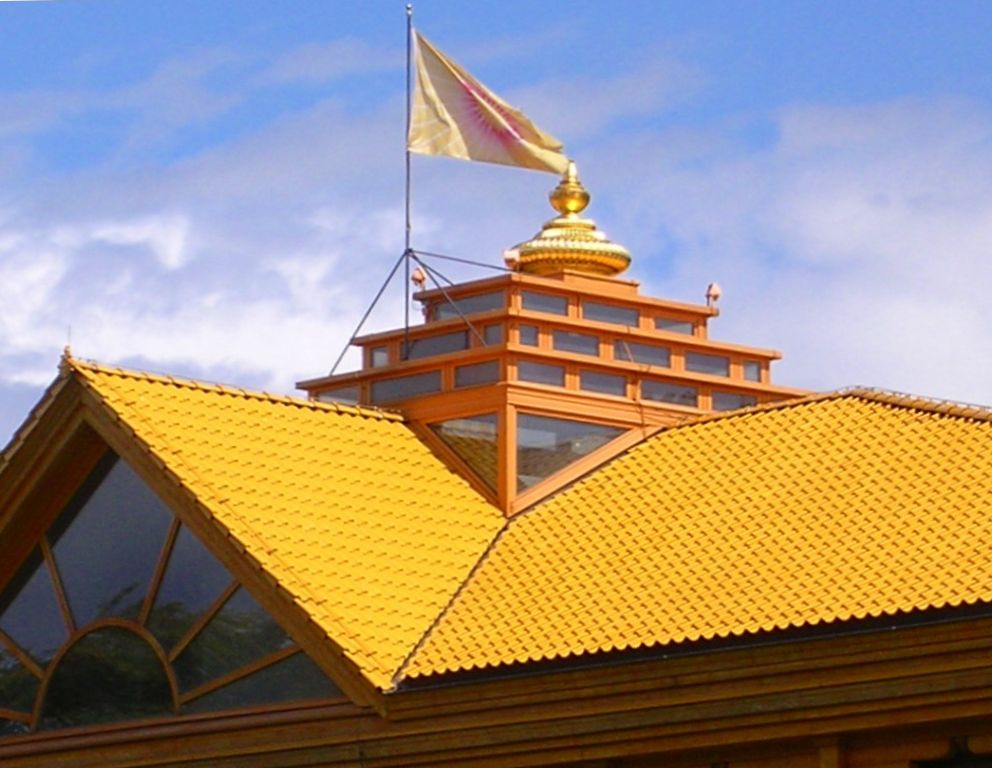
كلاش على قمة براهماستان، مع علم الدولة العالمية للسلام العالمي، في مقر مهاريشي في فلودروب.

### حجم
يقول هندسة مهاريشي فاستو إن التناظر منظم ويساعد على تنسيق الجوانب المختلفة للهيكل، وأن هناك نسبة مثالية لكل غرفة في المنزل أو المكتب. أيضًا، يتم حساب طول المبنى وعرضه وارتفاعه باستخدام الصيغ الرياضية الفيدية القديمة، والتي تتطلب دقة تصل إلى ثُمن البوصة.
يأخذ تخطيط هندسة مهاريشي فاستو في الحسبان تأثيرات الشمس والقمر والكواكب والنجوم. القطبان وخط الاستواء هي نقاط مرجعية أخرى. يُقال أن القياسات والنسب تُحسب بالرجوع إلى نسب الفسيولوجيا البشرية والكون، بما يتوافق مع الطبيعة.

### سمات
إحدى ميزات تصميم هندسة مهاريشي فاستو هي براهماستان، وترجمتها الحرفية هي «إنشاء الكمال». يعتبر براهماستان مساحة مركزية «مضاءة بواسطة كوة» تعمل بمثابة «قلب صامت» و «لا يمشي عليها أبدًا». يقال أن براهماستان تعمل كنواة أو نقطة محور للبنية مثل نواة خلية أو ذرة. تشمل الميزات الأخرى تعيين محيط يسمى السياج الواسع. قد يتكون هذا الخط الحدودي من شجيرات أو سياج معدني أو حجري أو خشبي. من الناحية المثالية، يبعد حوالي 30 قدمًا (9.1 م) عن الجزء الأمامي والخلفي للمبنى وثمانية أقدام من الجانبين. ميزة أخرى هي «زخرفة صغيرة، ذهبية، سقف» أو قبة، تسمى كلاش، والتي يقول مهندس معماري هندسة مهاريشي فاستو إنها تحسن الاتصال بين السكان والسماء. القاعدة المحددة هي عنصر قياسي آخر يتم تغطية اللون أيضًا بواسطة هندسة مهاريشي فاستو.

### الاحتفالات
ثلاثة «احتفالات خاصة» يتم إجراؤها في «المواعيد الميمونة» موصى بها من قبل هندسة مهاريشي فاستو. وتشمل هذه الأعمال وضع حجر الأساس، والذي يوصف بأنه حفر حفرة مربعة دقيقة أثناء مواجهة الشرق، وإضافة الأسمدة العضوية و «المياه المقدسة» من الهند، وإبداء النوايا الحسنة والنجاح للبناء الجديد. الحفل الثاني هو وضع حجر الأساس والثالث هو الانتقال.

### مواد
يجب ألا تحتوي مباني هندسة مهاريشي فاستو على أي حديد أو صلب. تؤكد هندسة مهاريشي فاستو على استخدام مواد البناء الطبيعية أو «الخضراء» مثل الخشب والطوب اللبن والأرض المدك والطين والجص والرخام. تستخدم الألياف الطبيعية الأخرى مثل الخشب والورق والقطن والصوف في الداخل. إن استخدام المواد الطبيعية، جنبًا إلى جنب مع قطع الأراضي والتخطيطات الفسيحة، يعني أن منازل هندسة مهاريشي فاستو يمكن أن تكون باهظة الثمن، وفقًا لمدير مبيعات إلويز ريمون.

## المهندسين المعماريين

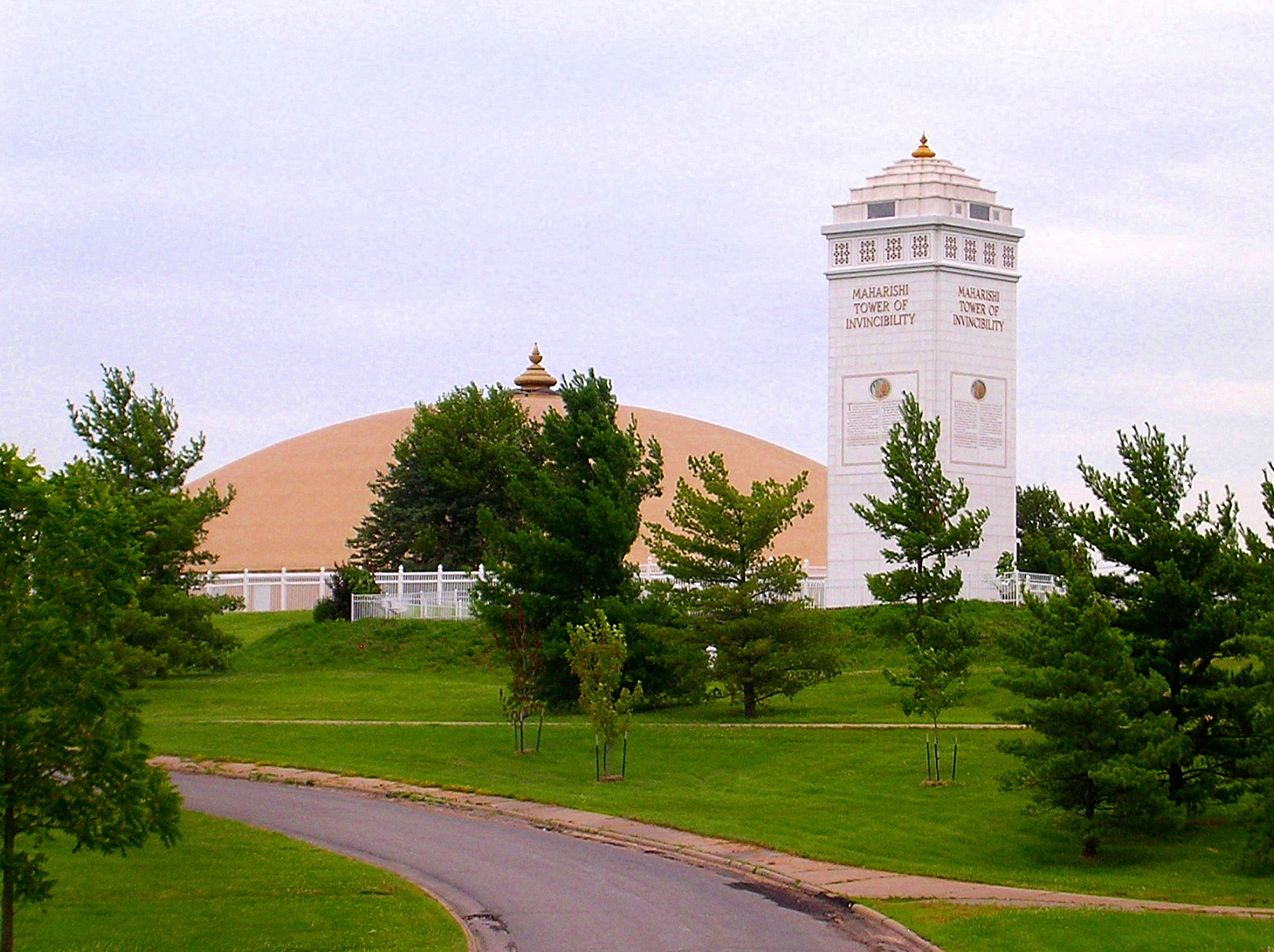
برج مهاريشي للمناعة، صممه إيك هارتمان

إيك هارتمان هو وزير الهندسة المعمارية لبلد السلام العالمي رئيس قسم مهاريشي ستهاباتيا فيدا في جامعة الفيدية في هولندا، ومصمم برج مهاريشي للمناعة في حرم جامعة مهاريشي للإدارة بالولايات المتحدة الأمريكية. جوناثان ليبمان هو كبير المهندسين المعماريين لشركة مهاريشي العالمية للإنشاءات وعضو هيئة تدريس مساعد في جامعة مهاريشي للإدارة. أفاد ليبمان أنه صمم «مئات المنازل» ومباني المكاتب بما في ذلك البرج الثاني، أكبر مبنى هندسة مهاريشي فاستو حتى الآن. كان هنري كلارك (متوفى) مهندسًا معماريًا في مهاريشي العالمية للإنشاءات. وكبير المهندسين المعماريين والمخططين لمدينة مهاريشي الفيدية، آيوا.

## المنظمات

### مؤسسة مهاريشي السماء على الأرض للتنمية

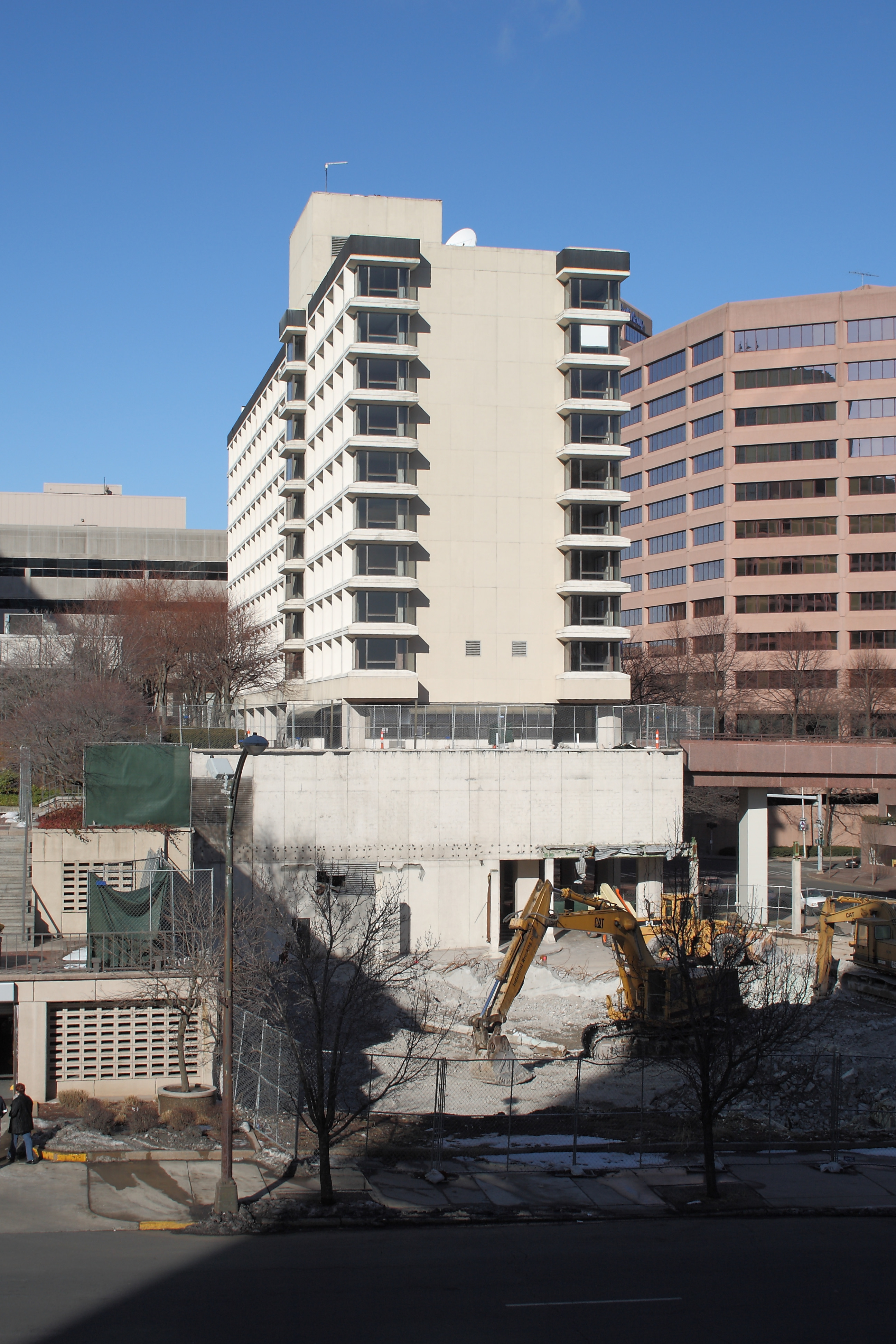
مبنى فندق كلاريون في هارتفورد، كونيتيكت

أعلنت مؤسسة مهاريشي جنة على الأرض في عام 1988 أنها تخطط لبناء 50 «مدينة مهاريشي للخالدين» عبر الولايات المتحدة وكندا. سيتم بناء المنازل الفردية باستخدام مواصفات هندسة مهاريشي فاستو مع مواد غير سامة وتهوية طبيعية. هدفها طويل المدى هو «إعادة بناء العالم بأسره».

### صندوق مهاريشي للتنمية العالمية
تأسس صندوق مهاريشي للتنمية العالمية في عام 1997 في مدينة نيويورك. كان رأس مالها الأولي 430 مليون دولار، والذي نما بمئات الملايين، والقدرة المعلنة على التعامل مع مشاريع متعددة في عدة مقاطعات بمليارات الدولارات. تهدف إلى تشييد المباني التي تقلل من مشاكل العالم. كما تهتم ببناء المدن والبلدان تم افتتاحه في الطابق العلوي من مركز التجارة العالمي في عام 1997، وكان مستأجرًا في 11 سبتمبر 2001.
في عام 1995، اشترت صندوق مهاريشي للتنمية العالمية فندقًا شاغرًا في هارتفورد، كونيتيكت، مقابل 1.5 مليون دولار. بعد أن ظل شاغرا لأكثر من 15 عامًا، بيع المبنى في عام 2011 مقابل 500 ألف دولار. يقارن كيلر إيسترلينج، أستاذ الهندسة المعمارية بجامعة ييل، صندوق مهاريشي للتنمية العالمية بـ "أرنولد بالمر إدارة الجولف"، مطور ملاعب الجولف، مضيفًا أن كلا من "أرنولد بالمر إدارة الجولف" و "التأمل المتجاوز" هما علامتان تجاريتان مسجلتان وبالتالي "أيديولوجيات وممارسات" تعتبر "منتجات تجارية. وفقًا لـإيسترلينج، تحتفظ كلتا الشركتين بقصة جزئية تسمح لهما بالحفاظ على "العلامة التجارية محدثة بفقدان الذاكرة" وتغيير الخطط دون تفسير.

### مهاريشي العالمية للإنشاءات
مهاريشي العالمية للإنشاءات. تقوم بتسويق وتوجيه بناء مباني هندسة مهاريشي فاستو مقره في فيرفيلد، آيوا، دوج جرينفيلد هو رئيسها التطوعي، ليبمان هو مهندسها الرئيسي يرأس هارتمان القسم القانوني، وكلارك هو أحد مهندسيها يقدم خدمات استشارية للمهندسين المعماريين والبنائين، ولكن ليس الخدمات المعمارية وقدمت المشورة بشأن 13 مليون دولار في مجال البناء في عام 1999، و 90 مليون دولار في عام 2003 بحلول عام 2003، أفادت ببناء مئات منازل فاستو في الولايات المتحدة. لتقليل تكلفة منازل هندسة مهاريشي فاستو، وتبسيط الامتثال لقيود التصميم الدقيقة، بدأت مهاريشي العالمية للإنشاءات في تقديم مجموعات معيارية. تقدم مهاريشي العالمية للإنشاءات أيضًا «خدمة تصحيح» لتقريب المباني القائمة من معايير هندسة مهاريشي فاستو. مهاريشي العالمية للإنشاءات تم حله رسميًا في عام 2006

## إعادة الإعمار العالمية
يستلزم برنامج مهاريشي العالمي لإعادة الإعمار من أجل السلام العالمي الدائم استبدال المدن والمباني القائمة في العالم بخطط وهياكل تتبع مبادئ التصنيع العسكري. ويقدر وزير مالية الدولة للسلام العالمي المشروع بتكلفة 300 تريليون دولار. هدف صندوق مهاريشي للتنمية العالمية هو تحقيق «الجنة على الأرض». قال مدير العاصمة المالية للسلام العالمي، بول بوتر، «نأمل في أن نكون قادرين على إعادة بناء العالم بأسره ليكون مبانٍ موجهة للثروة، ليكون جنة على الأرض».
تم تكليف مبادئ هندسة مهاريشي فاستو في برنامج «حزب الهند الذي لا يقهر» بزعامة مهاريشي (حزب أجيا بهارات). في عام 1998، دعت إلى إصلاح شامل لقوانين البناء لإلزام جميع المباني الجديدة بالتوافق مع هندسة مهاريشي فاستو بعد شهر واحد من تأسيسها في عام 2001، أصدرت مدينة مهاريشي الفيدية بولاية آيوا قرارًا ينص على أن تخطيط المدينة يجب أن يتوافق مع مبادئ هندسة مهاريشي فاستو.
تحدد وثيقة عام 2000 من صندوق مهاريشي للتنمية العالمية طريقة مقترحة للمدن للانتقال إلى مباني فاستو. المرحلة الأولى هي «التحكم في توسع المدينة من خلال إنشاء مخطط رئيسي مع طرق متوازية في الاتجاهين الشرقي / الغربي، والشمالي / الجنوبي». المرحلة الثانية هي «بناء قرى مثالية وبلدات تابعة حول المدينة خالية من التلوث». والثالث «البدء في هدم المناطق المزدحمة في وسط المدينة واستبدالها بالحدائق الجميلة والمتنزهات والنوافير». الرابعة هي «المرحلة الأخيرة من مدينة الحدائق الموسعة، وتوفر ظروف معيشية مثالية، بما في ذلك نظام اتصالات ونقل حديث».
قال مهاريشي إنه يجب هدم المبنى «غير المناسب التوجيه»، بما في ذلك البيت الأبيض ومبنى الأمم المتحدة. ونُقل عنه قوله إن على الزعماء الوطنيين إخلاء المباني المشؤومة على الفور «وكأن زلزالا أصابهم». في عام 2001، أمر العديد من مراكز تي ام حول العالم بإغلاقها بسبب المواقع المشؤومة. في عام 2005، قال مهاريشي «لكل شخص في العالم أن يعيش ويعمل في مبانٍ شُيِّدت وفقًا لعمارة ستاباتيا فيدا أو فاستو». قال بعد ذلك إنه لن يتحدث بعد الآن أو يتعامل مع أي عضو في مجتمع تي ام إلا إذا كانوا يعيشون في هياكل فاستو. حدد عام 2006 «عام إعادة الإعمار للعالم بأسره ليكون جنة على الأرض». في العام التالي، أدرج إعادة الإعمار في خطته المكونة من سبع نقاط لخلق «لا يقهر لكل أمة». بحسب مهاريشي، «كل مشاكل العالم ستختفي من خلال برنامج إعادة الإعمار العالمي». تضمنت عناصر برنامج إعادة الإعمار العالمي، كما ظهرت في النشرة الإخبارية للحركة عام 2005، مبانٍ مثل:
- قصور مهاريشي للسلام
- جامعات مهاريشي الفيدية
- كليات ومدارس مهاريشي
- منتجعات مهاريشي - مراكز الصحة والتجديد
- مباني المكاتب ومراكز التسوق والفنادق في مهاريشي لخلق الثروة

## المشاريع

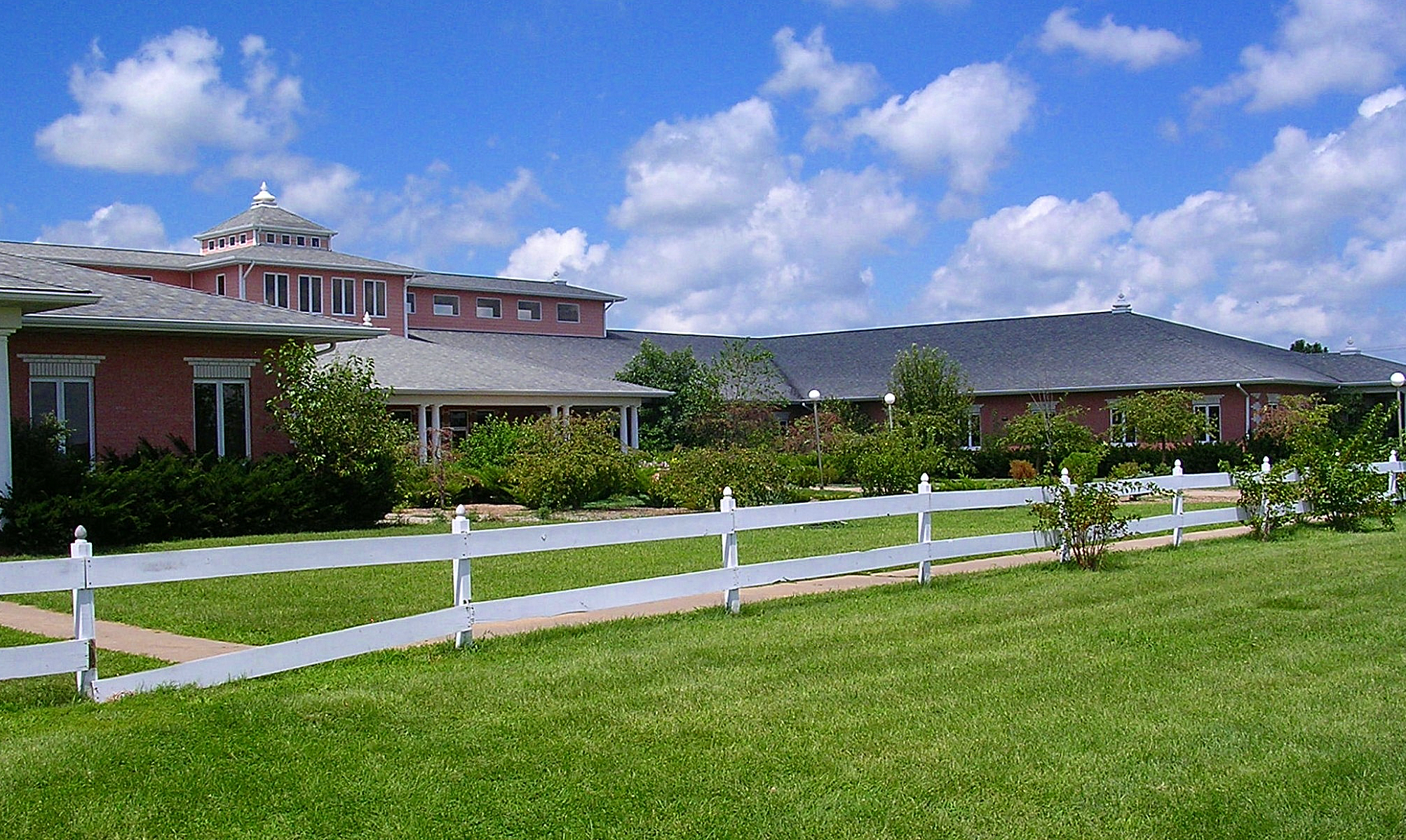
مركز البوابة الذهبية، وصف ذاتيًا بأنه "مركز مهاريشي ستهاباتيا فيدا للأعمال"، تم بناؤه عام 1999 في مقاطعة جيفرسون، أيوا، شمال فيرفيلد.

في العقد السابق لعام 2005، تم إنفاق حوالي 250 مليون دولار على تشييد مباني مهاريشي ستهاباتيا فيدا، وفقًا لما ذكرته جزيرة روك أرغوس. حوالي ثلث هذا البناء تم في مدينة فيرفيلد، أيوا.
وفقًا لمقال نشر عام 2005 في مجلة الخطوط الجوية الأمريكية، الطريقة الأمريكية، تم بناء «مئات» المنازل التي تستخدم مبادئ هندسة مهاريشي فاستو في جميع أنحاء الولايات المتحدة بما في ذلك وايومنغ وأيوا وتكساس وكنتاكي وفلوريدا وكارولاينا الشمالية وماريلاند. يقول المقال أن «مجموعة متزايدة من المهندسين المعماريين والعلماء تعتقد أنه باستخدام مبادئ الهندسة المعمارية الفيدية،» يمكن دمج الصحة الجيدة والثروة في منزل أو مبنى. في نفس العام، أفاد مقال في مجلة نيوزويك أنه كان هناك 500 مليون دولار في «بناء الفيدية جديد» خلال فترة العشر سنوات السابقة.

### البرج الثاني
تم استخدام مبادئ هندسة مهاريشي فاستو لمجمع مكاتب مكون من تسعة طوابق تبلغ قيمته 72 مليون دولار و 200000 قدم مربع (19000 متر مربع) يسمى «البرج الثاني». يقع المبنى في 2000 تاورز أوكس بوليفارد في روكفيل، ماريلاند، وقد حصل على لقب «المبنى الأكثر خضرة في ولاية ماريلاند»، وحقق «التصنيف البلاتيني» في نظام الريادة في الطاقة والتصميم البيئي. تم تطوير مبنى المكاتب المعماري/المصمم من قبل شركة ليرنر وشركات البرج وصممه جوناثان ليبمان كان موضوع دراسة حالة كلية هارفارد للأعمال. المبنى هو واحد من حفنة من هياكل هندسة مهاريشي فاستو في منطقة واشنطن العاصمة. جيفري أبرامسون، شريك في شركات البرج المملوكة للعائلة، وهو ممارس طويل الأجل في مجال تكنولوجيا المعلومات. ورئيس مجلس أمناء جامعة مهاريشي للإدارة. وفقًا لأبراهامسون، «يتفاعل الدماغ البشري مع الفضاء» وباستخدام النسب المناسبة، يمكن تصميم مساحة عمل لتعزيز الإنتاجية.

### مقر مهاريشي أيور فيد الدولية
تم بناء مستودع ومكتب بمساحة 75,000-قدم-مربع (7,000 م2) وفقًا لمبادئ هندسة مهاريشي فاستو في كولورادو سبرينغز، كولورادو، لشركة مهاريشي أيور فيد برودكتس إنترناشونال إنك. تقوم شركة مهاريشي أيور فيد برودكتس إنترناشونال إنك باستيراد وتوزيع مكملات مهاريشي أيورفيدا العشبية. كل تفاصيل المبنى، بما في ذلك وضع المكاتب، مقصودة لا توجد مصابيح فلورية، لكن النوافذ والمناور كثيرة. عند اكتماله في عام 1997 بتكلفة حوالي 3 ملايين دولار، تم اعتباره واحدًا من 75 مبنى هندسة مهاريشي فاستو فقط في الولايات المتحدة.

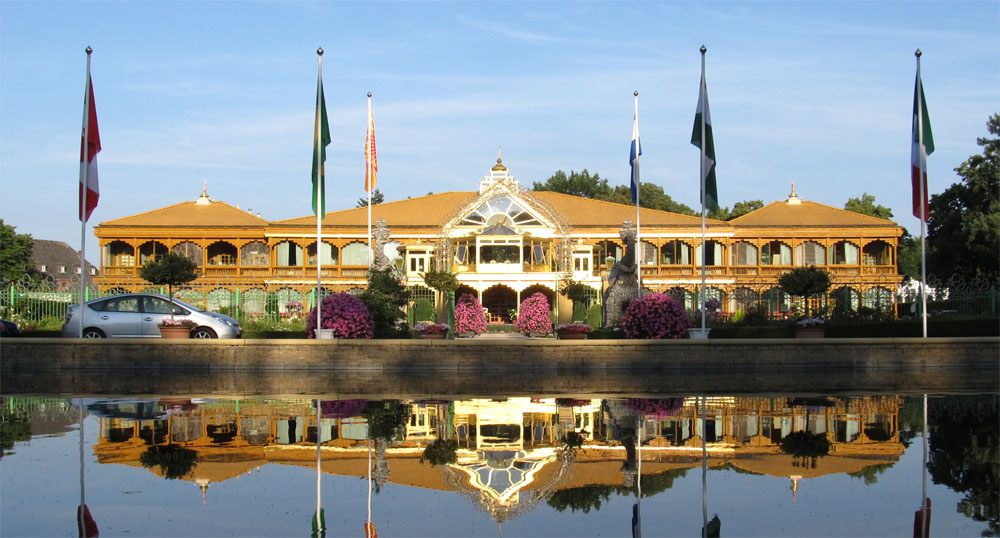
المقر السابق لجامعة مهاريشي ومهاريشي الفيدية في فلودروب، هولندا

### جامعة مهاريشي الأوروبية للبحوث
اشترت مؤسسة مهاريشي دير الفرنسيسكان السابق التابع لكلية سانت لودفيغ في فلودروب بهولندا على مساحة 65-أكر (260,000 م2). في عام 1990، أصبح مقر وإقامة مهاريشي. واجه هدم الدير، الذي أُعلن نصب تذكاري وطني، مقاومة من القادة المحليين. تم منع مؤسسة مهاريشي من الاستمرار، وبعد المراجعة من قبل المحاكم سُمح لها بهدم الدير بالكامل. المبنى الرئيسي كان مقر إقامة مهاريشي ومكتبه حتى عام 2007. وهو أكبر هيكل خشبي في البلاد وتم بناؤه دون استخدام أي مسامير،[بحاجة لمصدر] على «نفقة ضخمة». حول المبنى، ورد أن مهاريشي قال إن «جدران هذا المبنى المشهور»... «لا تحصر بأي حال من الأحوال وعيه الكوني غير المحدود» المبنى معلم سياحي، على الرغم من تشديد الإجراءات الأمنية. ورد في بيان صحفي صدر عام 2007 أنه تم بناء 12 قصراً في موقع الرجاء.

### مشروع برج السلام
استأجر مهاريشي مينورو ياماساكي، مهندس أبراج مركز التجارة العالمي، لتصميم أطول مبنى في العالم. يُدعى «مركز الهند» أو «الفيدية فيشوا براساسان» كان المبنى المكون من 160 طابقًا والذي يبلغ ارتفاعه 2222 قدمًا (675.5 مترًا) أعلى بكثير من أبراج بتروناس البالغ عددها 1483 قدمًا، ثم أطول مبنى في العالم. سيتم تزيين المبنى ذي الشكل الهرمي ذي الطبقات بزخرفة، بأقواس وأعمدة، مثل معبد هندوسي أو فيدي. وستكون القاعدة 339 مترا مربعًا، حوالى 11.5 هكتارا. بسعر 2.5 مليار دولار، كان من الممكن أن يكون كبيرًا بما يكفي لاستيعاب 60.000 أو 100.000 متأمل. تم وضع حجر الأساس في 6 نوفمبر 1998، في براهماستان في الهند. حضر الحفل المفصل الذي استمر ثلاث ساعات شخصيات بارزة، من بينهم ممثلون من عشر دول، و 2000 قروي محلي. لم يتم تحديد تاريخ الانتهاء المحدد. اعتبارًا من عام 2010، كان لا يزال وصف البرج الهندي في التقارير الإخبارية كمشروع نشط.
في مايو 1999، أعلن صندوق مهاريشي للتنمية العالمية أنه سيبني برجًا مكونًا من 103 طوابق يبلغ 1630 قدمًا (510 مترًا) في وسط مدينة ساو باولو بالبرازيل. 60/40 الشراكة مع برازيلفيست، وهي شركة تطوير خاصة، بلغت ميزانيتها 1.65 مليار جنيه إسترليني أو 2 مليار دولار. سيوفر صندوق مهاريشي للتنمية العالمية 500 مليون دولار بشكل مباشر ويضمن الباقي. قال المؤيدون إنه سيحسن منطقة متداعية بالقرب من قاعة المدينة، ويطلق عليها اسم «كراكتاون»، ويعيد الشعور بالفخر المدني. شكك المشككون في الحاجة إلى المكاتب والمساحات التجارية، والقدرة الاستيعابية للبنية التحتية، وموقعها في سهل الفيضان، ومالية مهاريشي، والجدوى الإجمالية لمثل هذا المشروع الضخم.
كانت مساحة أرضية المبنى، 1.3 مليون متر مربع، أكبر من مجمع مركز التجارة العالمي المكون من سبعة مبانٍ وتقريباً ضعف مساحة البنتاغون. عندما أعيد تصميمها لتصبح ناطحة سحاب تقليدية مغطاة بالزجاج، وصفها أحد الكتاب بأنها "ملحمية عملاقة" ذات نواة مجوفة. كان من المقرر أن يحتوي المشروع على مركز مؤتمرات وأربعة فنادق وجامعة وشقق. كان من الممكن أن يكون بها محطة سكة حديد أحادية وموقف سيارات تحت الأرض يتسع لـ 25-100000 سيارة. قال ماريو غارنيرو، رئيس برازيلفيست، "هذا ليس مجرد مبنى، إنه مدينة. في أكتوبر 1999، أُعلن أن المشروع يحظى بدعم رئيس البلدية والمحافظ. تكلفة الأرض، 122 مليون دولار، سيتم تقسيمها بين المستثمرين والمدينة. كان من المقرر إقرانه بمشروع آخر، مجمع عبر العالم، الذي سيحتوي على مركز للمؤتمرات وملعب للجولف ومنتزه ترفيهي على مساحة 150 فدانًا (0.61 كم 2). كان من المتوقع أن يبدأ البناء في يناير 2000. في نوفمبر 2000، تم الإعلان عن إسقاط الخطة بسبب معارضة الحكومة.
تم نقل خطة برج السلام إلى عقار مساحته 329 فدانًا (1.33 كيلومتر مربع) في المستعمرة، تكساس، إحدى ضواحي دالاس، والتي أعيدت تسميتها «المركز العالمي». وأعيدت ميزانيتها بمبلغ 3 مليارات دولار. كانت إدارة الطيران الفيدرالية قلقة بشأن تأثير ذلك على الحركة الجوية ولم يحصل المشروع على موافقة التخطيط. حقق مكتب التحقيقات الفيدرالي في مزاعم تضارب المصالح عندما تم تعيين العمدة السابق للمدينة من قبل شركة مهاريشي.
أعلن بيتر سوان من مشروع تطوير مهاريشي عن خطط في أغسطس 2000 لبناء برج في موقع بجوار ألكسندرا، جوهانسبرج، جنوب إفريقيا. تم بيع العقار الذي تبلغ مساحته 270 هكتارًا إلى المشروع من قبل جامعة ويتواترسراند بعد أن وجدت أن التربة غير مناسبة للسكن. كما تم اقتراح أبراج لكل منطقة من 24 منطقة زمنية.

### مباني الحرم الجامعي

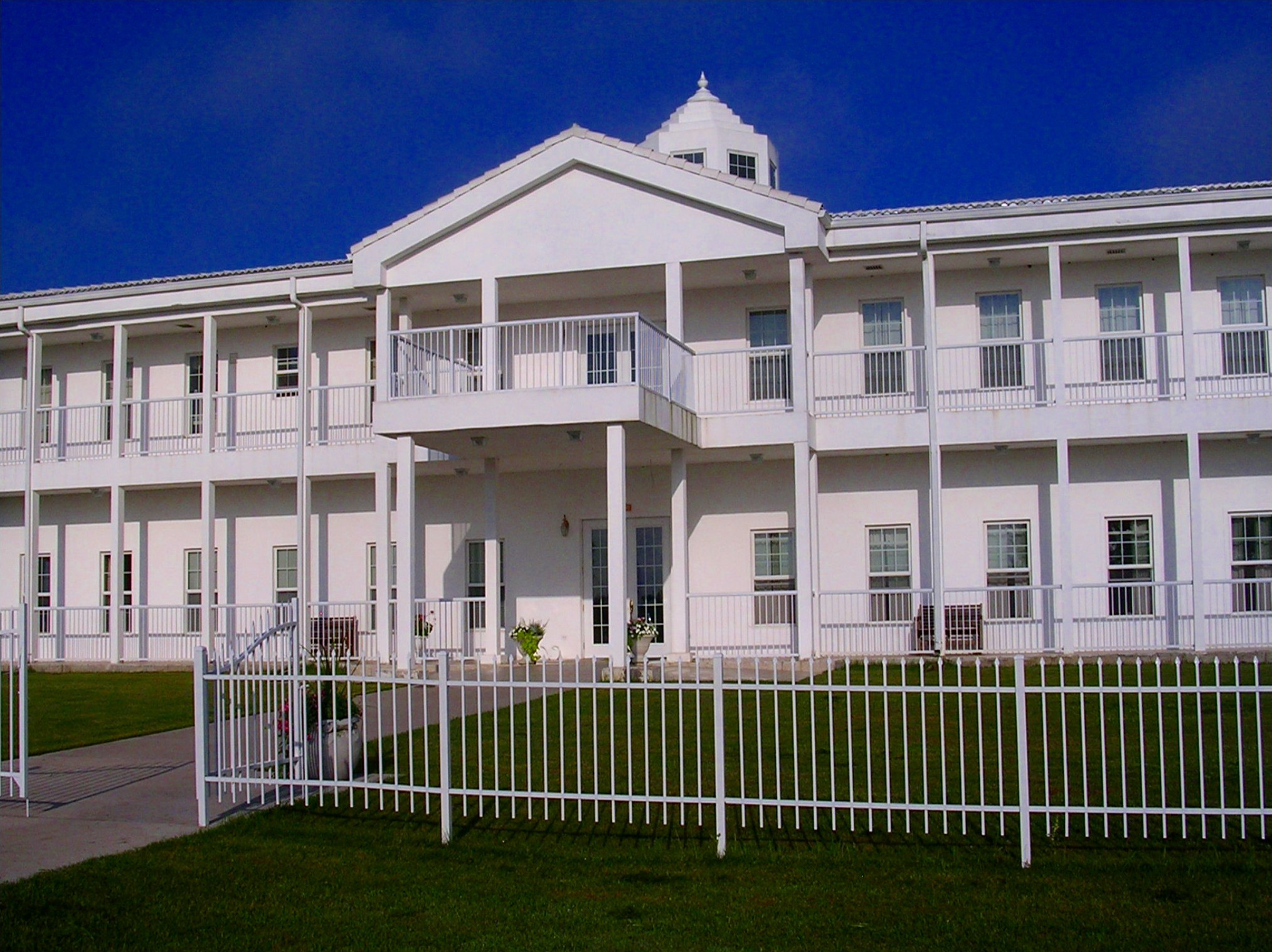
قصر مهاريشي للسلام في فيرفيلد، أيوا

تقوم جامعة مهاريشي للإدارة ببناء هياكل جديدة تتبع مبادئ هندسة مهاريشي فاستو لتحل محل 40 مبنى مهدمًا في حرمها الجامعي. تتوافق معظم المباني الموجودة في الحرم الجامعي الآن مع بعض أو كل مبادئ هندسة مهاريشي فاستو، بما في ذلك مبنى درير (أول مبنى هندسة مهاريشي فاستو في الحرم الجامعي)، ومركز طلاب أرجيرو، واثنين من قصور السلام.
تم بناء مركز التعلم المستدام ، الذي صممه ليبمان، وفقًا لأعلى معايير الريادة في تصميمات الطاقة والبيئة.

### قصور مهاريشي للسلام
في عام 2000، أعلن مهاريشي عن خطط لبناء قصور السلام في أكبر 3000 مدينة حول العالم. سيتم بناء المباني بمبادئ هندسة مهاريشي فاستو وستضم «مهاجع وفصول دراسية ومتاجر». اعتبارًا من عام 2007، تم الانتهاء من قصور السلام في أربعة مواقع أمريكية على الأقل، وتم الاستحواذ على الأرض في 52 موقعًا آخر.

### المباني الأخرى

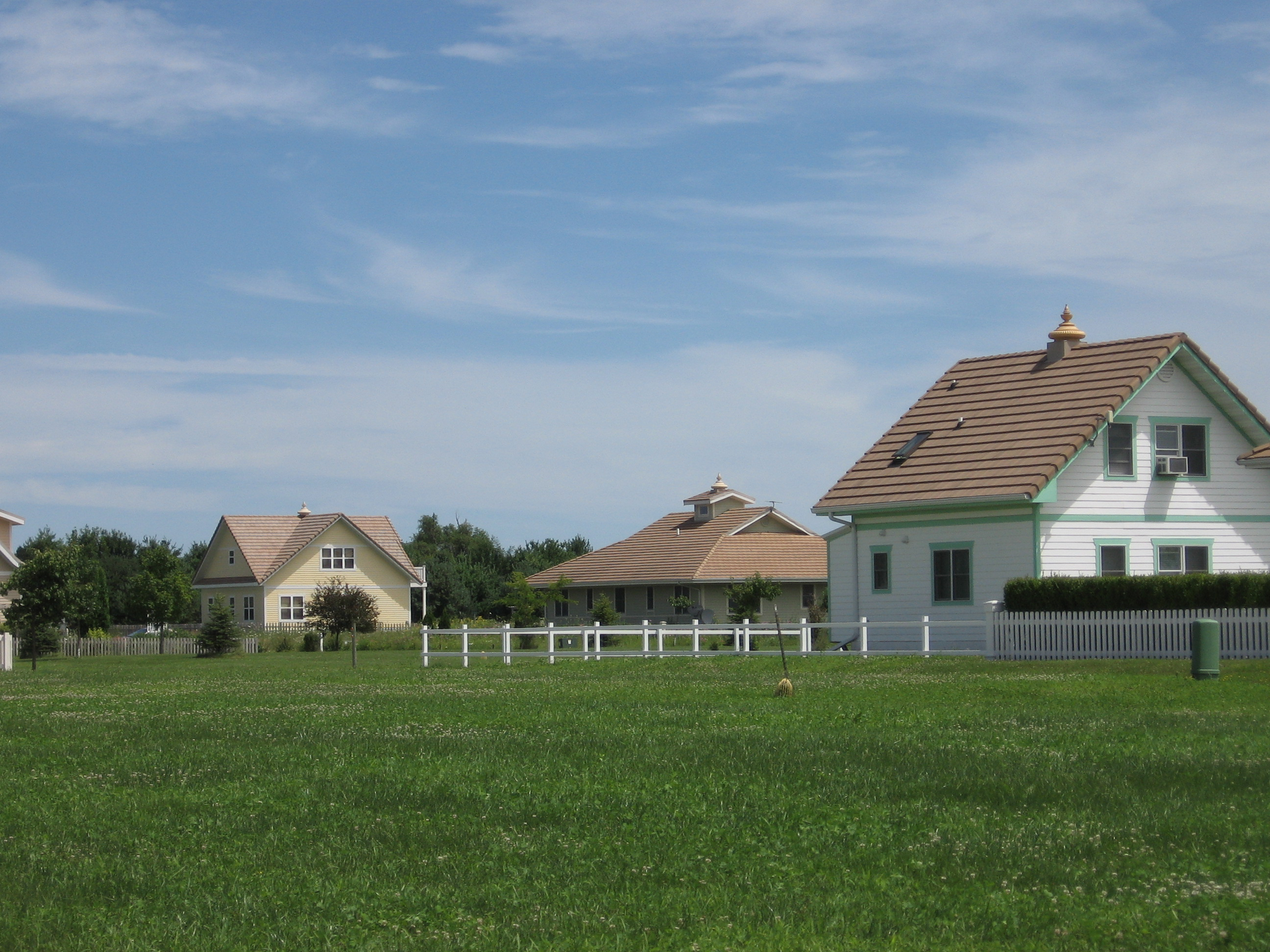
منازل في مدينة مهاريشي الفيدية، أيوا، حيث يتم فرض معايير مهاريشي ستهاباتيا فيدا

تم تصميم المركز الروحي في ناسو، وهو أول مبنى هندسة مهاريشي فاستو في اليابان، مثل قصر ياباني قديم ويُقال إنه أكبر هيكل خشبي في البلاد. تم إنشاء المركز الشامل للدم والسرطان، وهو مركز طبي بمساحة 27000 قدم مربع (2500 متر مربع)، صممه ليبمان، في بيكرسفيلد، كاليفورنيا. رافي باتيل، مؤسس المركز الشامل لأمراض الدم والأورام، هو أحد أمناء جامعة مهاريشي للإدارة.

### المدن والتطورات
تنطبق مبادئ مهاريشي ستهاباتيا فيدا على المجتمعات والمدن بالإضافة إلى المباني الفردية. يجب أن يكون لدى المجتمعات المحلية عائلة براماثان في مراكزها، تمامًا مثل المنازل. المدن المثالية، وفقًا للخطط التي وضعها مهاريشي، مبنية على نمط شبكي مع الحدائق المحيطة بها. تشمل المدن ذات الترتيبات السيئة باريس ونيويورك. وقد تم اقتراح إعادة بنائها وفقًا لمعايير التصنيع المضافة. تسمى المجتمعات التي تم بناؤها وفقًا لمبادئ هندسة مهاريشي فاستو«مستعمرات السلام». وفقًا لبوابة أخبار «مها ميديا» التابعة للحركة، فإن «مستعمرة مهاريشي للسلام» هي «مجتمع تأسس للمساعدة في خلق قدرة لا تقهر للأمة، استنادًا إلى مبادئ علم مهاريشي الفيدية وتطبيقاته العملية لتحقيق الكمال في الحياة في جميع مجالات الحياة» تتميز بمنازل ومباني لممارسة جماعية لطيران اليوغي - تم بناؤها كلها وفقًا للهندسة المعمارية الفيدية ، مهاريشي ستاباتيا فيدا.

### مدينة مهاريشي الفيدية
تستند خطة ومباني مدينة مهاريشي الفيدية إلى مهاريشي ستهاباتيا فيدا. مدينة مهاريشي الفيدية هي أول مستوطنة يتم بناؤها بالكامل على مبادئ الفيدية. يقول إيسترلينج أن المدينة عبارة عن مجتمع مقصود يجسد فكرة أن الممارسة الشخصية والمجتمعية لـتي ام تجلب إحساسًا بالرفاهية. بصفته مركز البلد العالمي للسلام العالمي، يقول إيسترلينغ إنه يعكس اهتمام الشراكة العالمية للأحجار الكريمة في تحقيق «شكل حميد من السيادة العالمية».

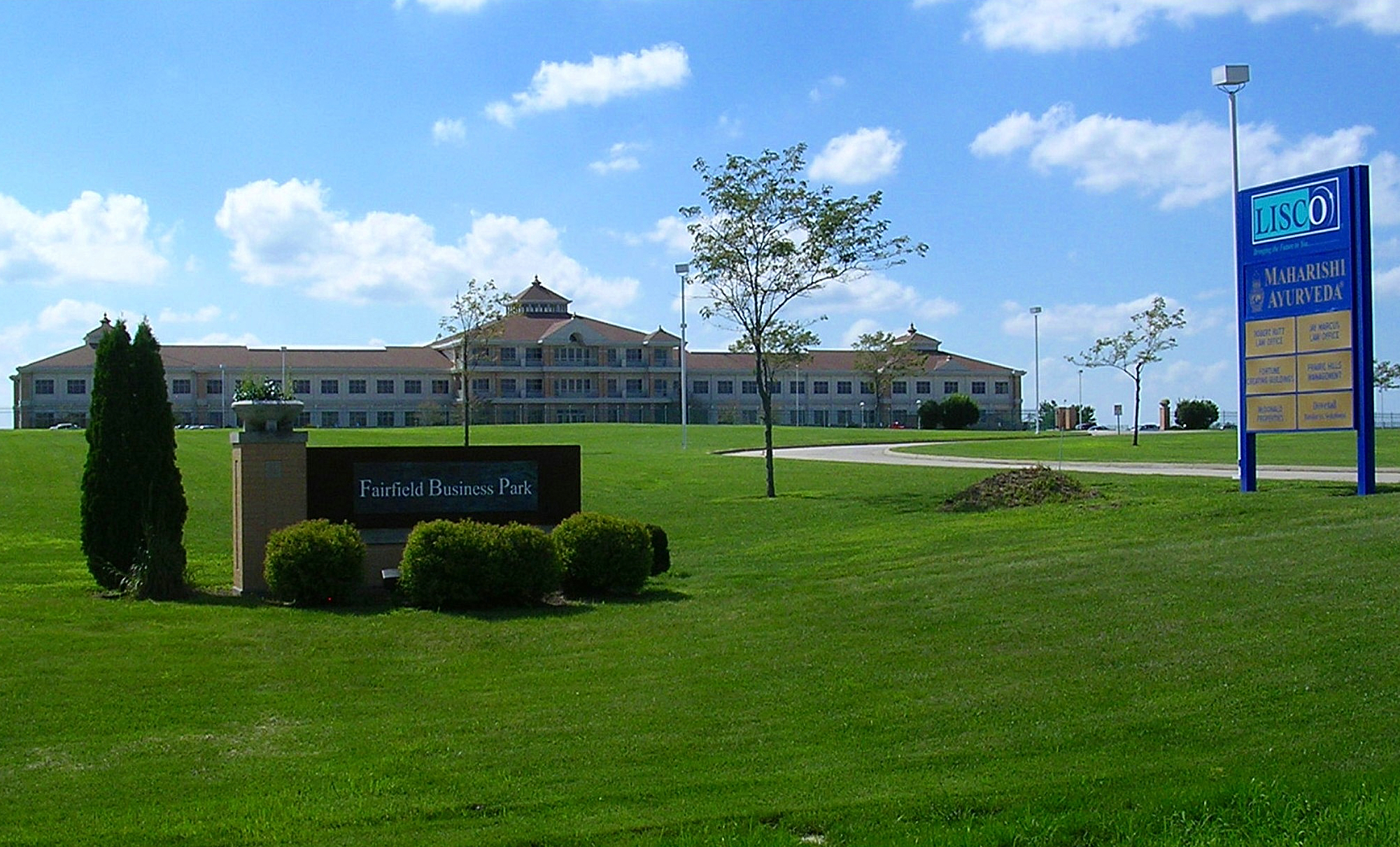
فيرفيلد بزنس بارك، مبنى هندسة مهاريشي فاستو، في مقاطعة جيفرسون، آيوا، شمال فيرفيلد، بني في عام 1998.

### تطورات أخرى في وحول فيرفيلد، آيوا
بالإضافة إلى مدينة مهاريشي الفيدية، هناك العديد من التطورات حول فيرفيلد التي يتم بناؤها وفقًا لمعايير تصميم مهاريشي فاستو وأحدث تقنيات الاستدامة.
- تم تصميم القرية البيئية الوفرة لتكون تنمية خارج الشبكة، وتدعم نفسها بالكامل.[114][115] في مارس 2008، كان التطوير يضم خمسة مساكن عائلية.[116] في أوائل عام 2012، كان هناك 14 منزلًا مبنيًا في ثلاث مجموعات.[117] لدى القرية البيئية خطط لما مجموعه 30 منزلاً.[116] بالإضافة إلى الاعتماد على الطاقة الشمسية وطاقة الرياح لتوليد الكهرباء، يجمع المشروع مياه الأمطار الخاصة به ويزرع الأطعمة العضوية في المناطق المشتركة.[117]
- كما تم تصميم سيبرس يخلق مع كل من مبادئ هندسة مهاريشي فاستو والاستدامة.[118][119] اعتبارًا من أبريل 2010، كان هناك 10 سكان يعيشون في ثلاثة منازل.[120] رفض مجلس الولاية في مايو 2010 التماسًا للتضمين كمدينة، بهدف السماح للتطوير بالتحكم في قرارات تقسيم المناطق.[121]
- تقع قرية الحرم الجامعي الشمالي في الحافة الشمالية من حرم جامعة مهاريشي للإدارة، وهي مقتصرة على الأشخاص المرتبطين بالجامعة أو ببرنامج سوبر راديانس.[122][123]

### جبل هيفنلي
جبل هيفنلي هو تطوير بالقرب من بون. قام المطورون، إيرل وديفيد كابلان، بشراء ما مجموعه 7000 فدان (28 كم 2) بحلول عام 1993 وقاموا بتطوير جزء من الأرض بين عامي 1996 و1998 بعد عدة سنوات، باع كابلان «معظم الأراضي لتطوير لوريلمور».
أصبح جزءًا من التطوير هو المركز الروحي لأمريكا، وهو مؤسسة غير ربحية مرتبطة بتي ام، مملوكة لشركة أبر بلو ماونتن هولدنجز ذ م م، والتي يُقال إنها تسيطر عليها عائلة كابلان الممتدة، استغرق 500 فدان (2.0 كم 2)) وتضمنت جامعة معتمدة من الدولة تمنح درجات علمية في «الدراسات القائمة على الوعي». أصبح المركز الروحي لأمريكا موطنًا لمجموعات بوروشا (الرجال) والأم الإلهية (النساء) التي تمارس برامج تي ام وتي ام سيدهي في البيئات الرهبانية. كان للمجموعات حرم جامعي منفصل ، مبني على أكواد هندسة مهاريشي فاستو ومختبرات التأمين. فشلت هيئة الأوراق المالية والسلع في الحصول على إعفاء من ضرائب المقاطعة بعد حكم المحكمة العليا بالولاية لعام 2003 بأن المنشأة غير مؤهلة باعتبارها «مؤسسة تعليمية أو علمية أو خيرية».
تم تخصيص ألف فدان (4 كم²) للتطوير كمنتجع فاخر من قبل هيفينلي ماونتن الربحي، مع أكثر من مائة قطعة أرض للبيع. ذكرت مقالة نشرت عام 2006 في الصحافة عالية البلد أن علاوة على أسعار المساكن ساعدت في تمويل هيئة الأوراق المالية والسلع. كان المشروع مثيرًا للجدل في المنطقة حتى تواصل كابلان مع المجتمع. ومع ذلك، فإن كابلان، وهو عضو في مجموعة بوروشا ترك المجموعة للزواج، انفصل عن الحركة في عام 2004 وقرر تطوير الأرض تجاريًا. تم إخلاء المركز الروحي لأمريكا في عام 2006. كان بعض مشتري المنازل مستائين من طردهم ورفعوا دعاوى قضائية، واعتبارًا من عام 2006، كان 44 شقة سكنية ومنزلاً لا يزالون محتلين.

### المجتمعات الرهبانية
وفقًا لموقع ويب منظمة تي ام، قامت مجموعة الأم الإلهية بتأمين سكن وموقع لجامعة مهاريشي للتنوير في موقع جبل هيفنلي. تم وصف المرافق، المسماة بالحرم الشرقي، على أنها غرف وأجنحة لحوالي 200 أنثى، جنبًا إلى جنب مع قاعات لتناول الطعام والمحاضرات، تبلغ مساحتها الإجمالية حوالي 300000 قدم مربع (28000 متر مربع) من المساحة الداخلية. قدّر بيفان موريس، رئيس وزراء كلية جورج وستنجهاوس الإعدادية، سعر الشراء ليكون سُبع تكلفة البناء الجديد. تم بيع 381 فدانًا المتبقية و 26 مبنى من منشأة جبل هيفنلي مقابل 6.35 مليون دولار في عام 2011 لشركة شركة بلو ريدج للمحافظة على البيئة، التي تنوي العمل مع مؤسسة فن الحياة والمجموعات ذات الصلة.
تقع عاصمة مهاريشي بوروشا للعالم الغربي على مساحة 170 فدانًا (0.69 كم 2) تم شراؤها من قبل الدولة العالمية للسلام العالمي في عام 2009. جاء ذلك في أعقاب دعوة مهاريشي في عام 2007 لتأسيس فورًا عاصمة بوروشا في جبال بلو ريدج، وفقًا لموقع بوروشا الإلكتروني. يقع في منطقة الكنائس الثلاث في مقاطعة هامبشاير بالقرب من رومني، فيرجينيا الغربية سيتم تعيين العقار كعاصمة عالمية وسيشمل قصرًا للمهراجا ومساكن لـرجا أمريكا التي لا تقهر ورئيس الوزراء. يتم بناء أماكن إقامة تتسع لـ 150-200 شخص، بما في ذلك 120 من المتأملين المحترفين. يذكر موقع بوروشا على الإنترنت مزايا وجود ما يصل إلى 800 «مسؤول من جلوبال رآم راج» بالقرب من عاصمة البلاد. تم التخطيط لبناء المباني وفقًا لمعايير فاستو والقيادة في الطاقة والتصميم البيئي. تبلغ تكلفة الأرض 750 ألف دولار وتقدر تكلفة البناء بين 10 و 15 مليون دولار. بوب لوبينتو، رجا بوتوماك فيديك أمريكا (المدير الإقليمي)، يشرف على المشروع. كما يتم النظر في إنشاء مركز طبي أو منتجع صحي قريب ولكن منفصل. ذكر إعلان على موقع الويب بوروشا كابيتال بتاريخ 15 ديسمبر 2011 أنه «اليوم تلقينا جميع تصاريح الإشغال الخاصة بنا ولذا تم افتتاح مهاريشي بوروشا عاصمة العالم الغربي رسميًا!»

### قرية مهاريشي جاردن
قرية مهاريشي جاردن هي مستوطنة من 30 منزلًا في ريندلشام، سوفولك سعت الحركة إلى شراء قاعدة بينتواترز الجوية السابقة التي تبلغ مساحتها 1000 فدان (4.0 كم 2) في عام 1995 لاستخدامها كحرم جامعي، لكن الصفقة، بشرط الموافقة على التخطيط، قد فشلت. في 12 يناير 2008، عيد ميلاد مهاريشي، تم افتتاح بناء برج مهاريشي الذي لا يقهر المكون من 12 طابقًا في الموقع. في فبراير 2008، قدمت منازل هندسة مهاريشي فاستو خططًا لبناء قصر السلام المكون من ثلاثة طوابق و 33 غرفة نوم بتكلفة 2 مليون جنيه إسترليني في رندلشام. سيكون جزءًا من مستعمرة مهاريشي للسلام المكونة من 30 منزلًا و 24 شقة. تمت الموافقة على الخطط بعد شهرين، على الرغم من مخاوف المجتمع. سيحل المبنى محل مركز في بادينجهام تم استخدامه لمدة 25 عامًا. اعتبارًا من عام 2010، تم بناء وبيع 26 منزلًا، وسيتم بناء الستة المتبقية في عام 2011.

### براهماستان من الهند
وفقًا لحركة تي ام، تقع منطقة براهماستان «الميمونة» (النقطة المركزية) في الهند بالقرب من جبلبور، في ماديا براديش. يحتوي الموقع على مساكن هندسة مهاريشي فاستو لآلاف من الباندوتس الذين يؤدون أناشيد الفيدية. يقال إن تصميم هندسة مهاريشي فاستو يضخم قوة طقوسهم المعززة للسلام. يشرف على المشروع جيريش فارما، أحد أبناء أخ مهاريشي. عقدت سلسلة من «البرلمانات»، بما في ذلك «برلمان مهاريشي للسلام العالمي في مجال الثقافة والدين»، هناك في عام 2006، وفقًا لبيان صحفي للحركة. تسلل مخرج أفلام وثائقية إلى المنشأة في عام 2009 ووجد، على حد تعبير متنوع، «مدينة أشباح». في عام 2010، أعلن بيان صحفي عن خطط لمرافق سكنية وزوار جديدة، بما في ذلك 30 جناحًا على الطراز الغربي.

### براهماثان الأمريكية
يقع براهماثان الأمريكية بالقرب من مركز سميث، كانساس، المركز الجغرافي للولايات المتحدة المتجاورة. أقرت لجنة المقاطعة في البداية وقفًا للتطوير لمنع المشروع لكنها غيرت قرارها بعد أن تم تهديدها بدعوى قضائية فيدرالية. فيما يتعلق بالمعارضة المحلية، قال إريك ميشينر، منسق المشروع في بلد عالمي للسلام العالمي، لمراسل: «لا أعتقد أننا واجهنا هذا المستوى الحيوي من سوء التفاهم من قبل». فشلت المجموعة في الحصول على موافقة من لجنة المقاطعة عندما سعت للحصول على سندات معفاة من الضرائب بقيمة 38 مليون دولار من الدولة. قصر واحد على وشك الانتهاء والعديد من القصور الأخرى في مراحل مختلفة من التقدم. في أبريل 2010، ذكرت صحيفة محلية أنه لم يكن هناك نشاط في الموقع.

### تطورات أخرى
تمت ترقية نادي ماندالا في عام 2005 كتنمية خضراء في مقاطعة إنديان ريفر، فلوريدا، والتي سيتم تصميمها مع مبادئ الفيدية. تمت الموافقة على ثلاثة منازل نموذجية، من إجمالي 90 مخططًا لها ، وقدرت تكلفة المنازل 988000 دولار لكل منها. تم إغلاق العقار الذي تبلغ مساحته 39 فدانًا (160.000 متر مربع) وتم بيعه في عام 2010.

## استقبال
بعد الاستماع إلى عرض تقديمي حول هندسة مهاريشي فاستو في متحف البناء الوطني في عام 2005، قال مراسل صحيفة واشنطن بوست إن «غير الملتزمين» قد يجدون المبادئ «غريبة الأطوار، على أقل تقدير»، حيث يقول أتباع هندسة مهاريشي فاستو عن المنازل التي لا تواجه الشرق أو الشمال. أن تكون «تتوسل عمليا قوى مشؤومة لتكتسح وتحدث الخراب». يتابع المراسل بالقول إن العديد من المهندسين المعماريين لن «يتجادلوا» مع المكونات الأخرى لـهندسة مهاريشي فاستومثل «التوازن والتماثل»، أو السور أو الجدار الواسع و «تأثير الطاقة الشمسية» على وضع الغرف في المنزل.
كتبت كارينا تشوكانو، كاتبة الرحلات في لوس أنجلوس تايمز، أن مدينة مهاريشي الفيدية «تعرض جميع الخصائص المعمارية لتطور جديد في الضواحي: بناء مبهرج، ضخم الحجم ليس له علاقة أسلوبية ببيئته، ولكنه بدلاً من ذلك يلمح بشكل غامض إلى إصدار متنزه، في مكان ما سحرية وبعيدة».